# アレクサンダー・ティロック・ガルト
アレクサンダー・ティロック・ガルト（英語: Alexander Tilloch Galt、1817年9月6日- 1893年9月19日） は、カナダの政治家である。連邦結成の父祖のひとりとして知られる。

## 政界
ガルトは1864年から1867年に連邦結成を実現させたカナダ植民地の大連立政権の一員である。彼は大連立政権の大立者であった。最初、ガルトはエドマンド・ウォーカー・ヘッド総督から首相就任を打診されていた。けれども、立法議会で与党を形成する自信がなかったガルトはこれを辞退し、かわりにジョルジュ＝エティエンヌ・カルティエとジョン・A・マクドナルドを新政権の共同首相に推薦した。
これに対してカルティエとマクドナルドの方は彼にカナダ政府監察官への就任を依頼した。ガルトは、両名が連邦結成のための基本綱領を新政権で作ってくれるならという条件で、これを受けた。1858年、ガルトはキングストンの議会に決議案を提出した。本案の内容は、英領北アメリカ（カナダ・イースト、カナダ・ウェスト、プリンスエドワードアイランド、ニューファンドランド、ニューブランズウィック、ノバスコシア）とルパート・ランド（ハドソン湾会社所有）を併せて連邦を新設するよう、イギリス政府に対してカナダ植民地政府が勧告する、というものであった。決議が採択されると、ガルト、ジョン・ロス、カルティエがロンドンに派遣された。彼らは、英領北アメリカがイギリス帝国において初めてとなる主権自治領となるよう、粘り強くイギリスを説得した。
監察官としてガルトはカナダ植民地の銀行制度と貿易政策の改革に取り組んだ。彼は植民地の産業を保護するケイリー＝ガルト関税を創設したが、これによってイギリスとアメリカの双方で不満が渦巻くことになった 。
1867年7月1日、カナダ・イースト、カナダ・ウェスト、ニューブランズウィック、ノバスコシアは連邦を結成し、英領北アメリカ初の自治領植民地となった。ガルトは新しくできた連邦政府の初代財務大臣に就任した。財相としての彼は従前の政策を翻し、イギリス帝国内の貿易を促進する姿勢を示した。けれども、カナダ商業銀行の取り扱いをめぐってマクドナルドやカルティエと対立したガルトは、大臣職を辞し、次の選挙でも立候補することはなかった 。
それでも、ガルトはカナダの政財界において重要人物でありつづけた。1877年、イギリス政府によってガルトは、カナダ水域におけるアメリカの漁業権を協議するハリファックス漁業委員会の帝国側代表に任命された。首相に再選されたマクドナルドとの関係が修復されたこともあり、ガルトはイギリスにおけるカナダの非公式代表としてロンドンに派遣された。当時のロンドンはカナダ政府にとって唯一の海外拠点であったから、彼はそこから足を延ばしてフランスやスペインと貿易交渉することもあった。イギリス政府もこのことは承知しており、カナダが帝国とは別に独自の対外政策を築きつつあることを苦々しく思っていた。こうしてイギリス政府の要請によってガルトの地位は公式化されることになり、1880年の後半にカナダ初の在イギリス高等弁務官に就任した。彼がこの地位から退いたのは1883年6月1日である。

## 実業界

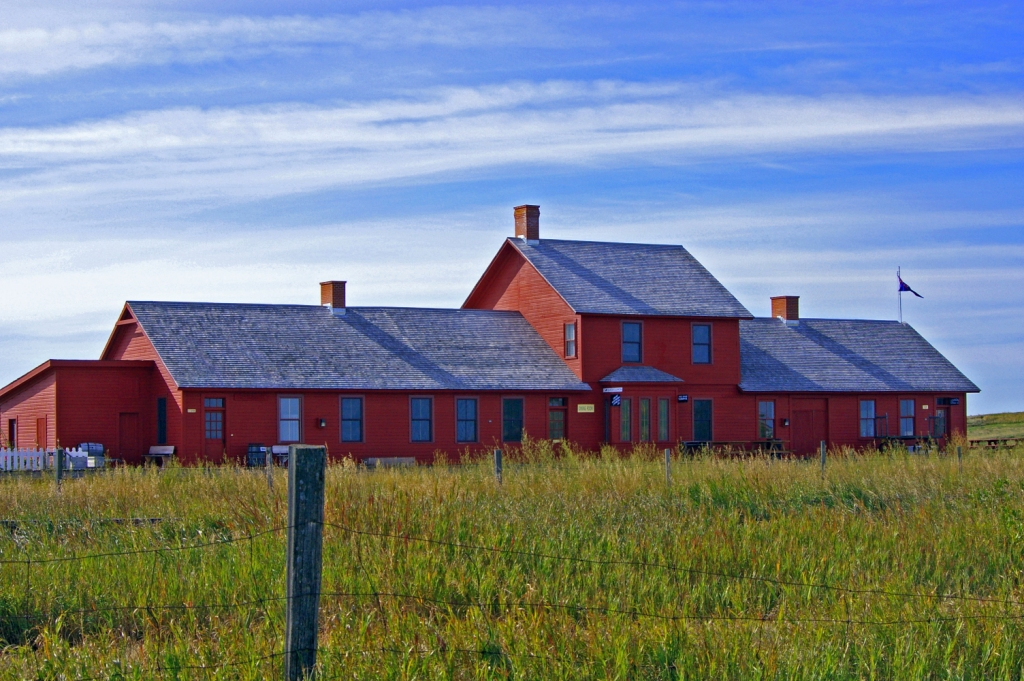
ガルト歴史鉄道公園（アルバータ州スターリング）

1883年、ガルトとその息子エリトット・トーランス・ガルトによってアルバータ州にあるレスブリッジ市の基礎が作られた。この年、ガルトはノースウエスト準州アルバータ地区（州になるのは1905年のことである）の南西部にあるオールドマン川の傾斜地に炭鉱を開いた。カナダ郵政省は、当初、カナダの他の地域にも同名の町があるという理由で、ここのコミュニティをレスブリッジと名付けることに難色を示していたが、1885年には承認した。ひとびとが渓谷周辺の低い場所から平原まで移転してきた1885年、ガルトは現在のようなレスブリッジの街割りを行った。同年9月、レスブリッジでガルトが経営する鉄道の開業式に総督ランズダウン侯爵が出席したことによって、ガルトの事業が政府の支援を受けていることが衆目の目にも明らかになった 。
ガルトが所有するノースウェスト炭鉱交通会社は何度か名前を変えながら、鉄道や灌漑の分野にまで進出した。レスブリッジにある公園や病院の名は彼にちなんでいる。1910年、ウィルフリッド・ローリエ首相によってガルト病院が建て増しされた。この病院は現在ガルト博物館になっている。
ガルトはまた1872年に北アメリカ保証会社を創立している。鉄道会社や政府に対して従業員の身元信用保険を販売したこの会社は、今でも公共事業の履行保証証券の分野ではカナダ随一である。

## 家族

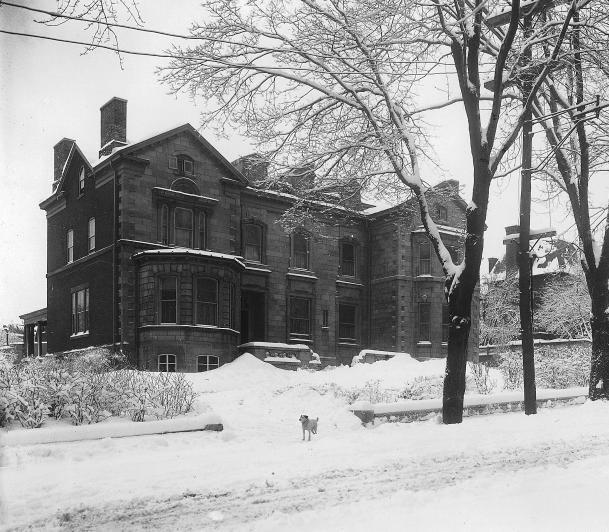
ガルト・ハウス（モントリオールゴールデン・スクウェア・マイルのシンプソン通り）

ガルトはイングランドのチェルシーに生まれた。父親は小説家で植民家のスコットランド人ジョン・ガルト、母親はアレクサンダー・ティロックの娘エリザベスである 。ガルトはモントリオールのヒュー・アランの最初の従弟でもある。
ガルトは1848年2月9日、エリオット・ローランスと結婚した。エリオットは、モントリオールのセント・アントワン・ホールに居を構えるジョン・トーランスの娘である。彼女は（自分と同名の）息子エリオットを生んでまもなく、1850年5月25日に亡くなった。その後、ガルトはエリオットの末妹エイミー・ゴードン・トーランスと再婚し、7人の娘と2人の息子をもうけた。家族はガルトが1860年にモントリオールに建てたゴールデン・スクウェア・マイルの屋敷で暮らした。ガルトは信仰について特定の教派に偏するような態度はみせなかった。彼の祖父はカルヴァン派の神学者であったが、本人はメソジストと聖公会の両方の教会を援助していた。ただし、妻エイミーは長老派であった。
ガルトはケベック州モントリオールのマウントロイヤル墓地に埋葬されている。かつて彼が土地を所有していたモントリオールのヴェルダン区にある通りには彼にちなんだ名がつけられている。また、ケベック州レノックスビルには彼を記念して名づけられたアレクサンダー・ガルト高校がある。